# Our Bande Apart
Our Bande Apart è il settimo album in studio del gruppo musicale statunitense Third Eye Blind, pubblicato nel 2021.

## Tracce
1. Goodbye to the Days of Ladies and Gentlemen – 3:06
2. Box of Bones – 3:39
3. Again (featuring Bethany Cosentino) – 2:49
4. Silverlake Neophyte – 3:37
5. Dust Storm – 4:01
6. The Dying Blood – 3:21
7. Funeral Singers – 4:29
8. To the Sea – 2:54
9. Time in Berlin – 4:10

B-side
1. Disorder (Joy Division cover) – 3:34

## Formazione
- Stephan Jenkins – voce, chitarra, batteria, percussioni
- Brad Hargreaves – batteria
- Kryz Reid – chitarra
- Alex LeCavalier – basso
- Colin Creev – tastiera, chitarra, voce